# Carpodetus
Carpodetus,  biljni rod iz porodice Rousseaceae. Pripada mu 4 vrste iz Novog Zelanda, Solomonskih Otoka i Nove Gvineje.
Tipična vrsta je zimzeleno novozelandsko drvo Carpodetus serratus, vernakularno nazivano putaputaweta.

## Vrste
1. Carpodetus amplus Reeder Solomonski otoci
2. Carpodetus arboreus  (Schum. & Lauterb.) Schltr. Nova Gvineja
3. Carpodetus montanus (Ridl.) Reeder Nova Gvineja
4. Carpodetus serratus J.R.Forst. & G.Forst. Novi Zeland

## Sinonimi
- Argyrocalymma K.Schum. & Lauterb.